# Mario Castillo
Mario Alfonso Castillo Díaz (né le 30 octobre 1951 à San Miguel au Salvador) est un joueur de football international salvadorien qui évoluait au poste de défenseur.

## Biographie

### Carrière en club
Mario Castillo joue principalement en faveur des clubs d'Águila et de Santiagueño. Il remporte au cours de sa carrière, quatre titres de champion du Salvador.
Il remporte également la Coupe des champions de la CONCACAF en 1976, en battant le club surinamien du SV Robinhood en finale.

### Carrière en sélection
Mario Castillo joue en équipe du Salvador entre 1979 et 1982,.
Il dispute sept matchs entrant dans le cadre des éliminatoires du mondial 1982, sans inscrire de but.
Il figure dans le groupe des sélectionnés lors de la Coupe du monde de 1982. Lors du mondial organisé en Espagne, il joue un match contre la Hongrie, avec à la clé une lourde défaite sur le score de 10-1.

## Palmarès
| Águila - Championnat du Salvador (3) : - Champion : 1972, 1975 et 1976. - Coupe des champions de la CONCACAF (1) : - Vainqueur : 1976. |  | Santiagueño - Championnat du Salvador (1) : - Champion : 1980. |  | Alianza - Championnat du Salvador : - Vice-champion : 1985. |